# Mislav Oršić
Mislav Oršić (Zagreb, 29 december 1992) is een Kroatisch voetballer die bij voorkeur als aanvaller speelt. Hij verruilde Trabzonspor in januari 2025 voor Paphos FC. Oršić debuteerde in 2019 in het Kroatisch voetbalelftal.

## Spelerscarrière
Oršić speelde in de jeugd bij NK Tresnjevka en NK Kustošija in zijn geboortestad Zagreb voor hij in 2008 bij profclub NK Inter Zaprešić terechtkwam. Daar debuteerde hij een jaar later in de hoofdmacht. Oršić werd clubtopscorer in het seizoen 2012/13. Na dat seizoen vertrok Oršić naar Spezia Calcio 1906, uitkomend in de Italiaanse Serie B. Hij speelde hier negen wedstrijden, zonder daarin een doelpunt te maken. Daarop keerde hij terug naar Kroatië om een contract te tekenen bij topclub HNK Rijeka. Oršić werd direct door Rijeka een half jaar verhuurd aan de Sloveense ploeg NK Celje. Na deze verhuurperiode volgde een verhuurperiode aan Jeonnam Dragons uit Zuid-Korea. Daar maakte Oršić indruk en de club legde hem in januari 2016 definitief vast voor een bedrag van €750.000,-. Hij maakte het seizoen af bij de club, maar werd in juli 2016 verkocht aan het Chinese Changchun Yatai voor €1,3 miljoen. In januari 2017 keerde Oršić weer terug naar de Zuid-Koreaanse competitie. Hij tekende voor een bedrag van €935.000,- voor Ulsan Hyundai FC. Hij speelde anderhalf jaar voor de club en won de Zuid-Koreaanse beker.
In juli 2018 keerde Oršić terug naar Kroatië om bij GNK Dinamo Zagreb te spelen. Hij werd met Dinamo Zagreb landskampioen in zijn eerste jaar, waarna kwalificatie voor het hoofdtoernooi van de UEFA Champions League 2019/20 volgde door FC Saboertalo, Ferencvárosi TC en Rosenborg BK te verslaan. In de groepsfase van de Champions League scoorde Oršić een hattrick tegen Atalanta Bergamo. Oršić vierde met Dinamo Zagreb in het seizoen 2019/20 zijn tweede landskampioenschap. Op 18 maart 2021 maakte Oršić opnieuw drie doelpunten in een Europees duel, waarvan een in de verlenging, tegen Tottenham Hotspur FC, waardoor Dinamo Zagreb met 3–2 over twee wedstrijden doorging naar de kwartfinale van de Europa League. Een maand later volgde het derde landskampioenschap met Dinamo Zagreb. In de UEFA Champions League 2022/23 scoorde hij de enige treffer in het thuisduel met Chelsea.
In januari 2023 maakte Oršić de overstap naar Southampton. Na een weinig succesvol halfjaar met slechts één optreden in de Premier League en de degradatie van de club vertrok hij naar de Turkse club Trabzonspor. Toen hij net bij zijn nieuwe club getekend had, scheurde hij zijn kruisband en was hij een halfjaar uit de roulatie.
In januari 2025 tekende hij bij Paphos FC op Cyprus.

## Clubstatistieken
| Seizoen     | Club              | Competitie     | Competitie | Competitie | Competitie | Beker | Beker | Beker | Internationaal | Internationaal | Internationaal | Totaal | Totaal | Totaal |
| Seizoen     | Club              | Competitie     | Wed.       | Dlp.       | Ass.       | Wed.  | Dlp.  | Ass.  | Wed.           | Dlp.           | Ass.           | Wed.   | Dlp.   | Ass.   |
| ----------- | ----------------- | -------------- | ---------- | ---------- | ---------- | ----- | ----- | ----- | -------------- | -------------- | -------------- | ------ | ------ | ------ |
| 2009/10     | NK Inter Zaprešić | SuperSport HNL | 8          | 3          | 0          | 0     | 0     | 0     | —              | —              | —              | 8      | 3      | 0      |
| 2010/11     | NK Inter Zaprešić | SuperSport HNL | 25         | 3          | 1          | 0     | 0     | 0     | —              | —              | —              | 25     | 3      | 1      |
| 2011/12     | NK Inter Zaprešić | SuperSport HNL | 24         | 4          | 1          | 0     | 0     | 0     | —              | —              | —              | 24     | 4      | 1      |
| 2012/13     | NK Inter Zaprešić | SuperSport HNL | 33         | 12         | 5          | 0     | 0     | 0     | —              | —              | —              | 33     | 12     | 5      |
| Club Totaal | Club Totaal       | Club Totaal    | 90         | 22         | 7          | 0     | 0     | 0     | 0              | 0              | 0              | 90     | 22     | 7      |
| 2013/14     | Spezia Calcio     | Serie B        | 9          | 0          | 2          | 2     | 0     | 0     | —              | —              | —              | 11     | 0      | 2      |
| Club Totaal | Club Totaal       | Club Totaal    | 9          | 0          | 2          | 2     | 0     | 0     | 0              | 0              | 0              | 11     | 0      | 2      |
| 2014/15     | HNK Rijeka        | SuperSport HNL | 0          | 0          | 0          | 0     | 0     | 0     | —              | —              | —              | 0      | 0      | 0      |
| Club Totaal | Club Totaal       | Club Totaal    | 0          | 0          | 0          | 0     | 0     | 0     | 0              | 0              | 0              | 0      | 0      | 0      |
| 2014/15     | → NK Celje        | Prva Liga      | 13         | 2          | 4          | 3     | 0     | 0     | —              | —              | —              | 16     | 2      | 4      |
| Club Totaal | Club Totaal       | Club Totaal    | 13         | 2          | 4          | 3     | 0     | 0     | 0              | 0              | 0              | 16     | 2      | 4      |
| 2015        | → Jeonnam Dragons | K League 1     | 33         | 9          | 7          | 4     | 1     | 0     | —              | —              | —              | 37     | 10     | 7      |
| 2016        | Jeonnam Dragons   | K League 1     | 17         | 5          | 3          | 1     | 2     | 0     | —              | —              | —              | 18     | 7      | 3      |
| Club Totaal | Club Totaal       | Club Totaal    | 50         | 14         | 10         | 5     | 3     | 0     | 0              | 0              | 0              | 55     | 17     | 10     |
| 2016        | Changchun Yatai   | Super League   | 14         | 2          | 0          | 0     | 0     | 0     | —              | —              | —              | 14     | 2      | 0      |
| Club Totaal | Club Totaal       | Club Totaal    | 14         | 2          | 0          | 0     | 0     | 0     | 0              | 0              | 0              | 14     | 2      | 0      |
| 2017        | Ulsan Hyundai     | K League 1     | 38         | 10         | 4          | 6     | 1     | 2     | 5              | 2              | 0              | 49     | 13     | 6      |
| 2018        | Ulsan Hyundai     | K League 1     | 14         | 4          | 1          | 0     | 0     | 0     | 7              | 4              | 4              | 21     | 8      | 5      |
| Club Totaal | Club Totaal       | Club Totaal    | 52         | 14         | 5          | 6     | 1     | 2     | 12             | 6              | 4              | 70     | 21     | 11     |
| 2018/19     | GNK Dinamo Zagreb | SuperSport HNL | 24         | 6          | 6          | 4     | 2     | 0     | 16             | 5              | 1              | 44     | 13     | 7      |
| 2019/20     | GNK Dinamo Zagreb | SuperSport HNL | 28         | 13         | 6          | 2     | 1     | 0     | 12             | 7              | 4              | 42     | 21     | 10     |
| 2020/21     | GNK Dinamo Zagreb | SuperSport HNL | 32         | 16         | 7          | 4     | 2     | 0     | 15             | 6              | 2              | 51     | 24     | 9      |
| 2021/22     | GNK Dinamo Zagreb | SuperSport HNL | 33         | 14         | 3          | 2     | 1     | 0     | 15             | 5              | 3              | 50     | 20     | 6      |
| 2022/23     | GNK Dinamo Zagreb | SuperSport HNL | 15         | 8          | 7          | 0     | 0     | 0     | 12             | 5              | 1              | 27     | 13     | 8      |
| Club Totaal | Club Totaal       | Club Totaal    | 132        | 57         | 29         | 12    | 6     | 0     | 70             | 28             | 11             | 214    | 91     | 40     |
| 2022/23     | Southampton       | Premier League | 1          | 0          | 0          | 4     | 0     | 0     | —              | —              | —              | 5      | 0      | 0      |
| Club Totaal | Club Totaal       | Club Totaal    | 1          | 0          | 0          | 4     | 0     | 0     | 0              | 0              | 0              | 5      | 0      | 0      |
| 2023/24     | Trabzonspor       | Süper Lig      | 0          | 0          | 0          | 0     | 0     | 0     | —              | —              | —              | 0      | 0      | 0      |
| Club Totaal | Club Totaal       | Club Totaal    | 0          | 0          | 0          | 0     | 0     | 0     | 0              | 0              | 0              | 0      | 0      | 0      |
| TOTAAL      | TOTAAL            | TOTAAL         | 361        | 111        | 57         | 32    | 10    | 2     | 82             | 34             | 15             | 475    | 155    | 74     |

## Interlandcarrière
Oršić debuteerde op 9 september 2019 in het Kroatisch voetbalelftal in een met 1–1 gelijkgespeeld EK-kwalificatieduel tegen Azerbeidzjan. Hij kwam in de 86ste minuut in het veld voor Ante Rebić. Oršić werd door bondscoach Zlatko Dalić meegenomen naar het uitgestelde EK 2020 en maakte zijn enige speelminuten op het toernooi in de achtste finale tegen Spanje, die na verlenging met 3–5 verloren ging. Tijdens dat duel, waarin Oršić inviel, maakte hij zijn eerste interlanddoelpunt. Oršić maakte ook deel uit van de selectie tijdens het WK 2022 en scoorde in de gewonnen troostfinale tegen Marokko.
| Interlands van Mislav Oršić voor Kroatië | Interlands van Mislav Oršić voor Kroatië | Interlands van Mislav Oršić voor Kroatië | Interlands van Mislav Oršić voor Kroatië | Interlands van Mislav Oršić voor Kroatië | Interlands van Mislav Oršić voor Kroatië |
| No.                                      | Datum                                    | Wedstrijd                                | Uitslag                                  | Competitie                               | Bijz.                                    |
| Als speler van GNK Dinamo Zagreb         | Als speler van GNK Dinamo Zagreb         | Als speler van GNK Dinamo Zagreb         | Als speler van GNK Dinamo Zagreb         | Als speler van GNK Dinamo Zagreb         | Als speler van GNK Dinamo Zagreb         |
| ---------------------------------------- | ---------------------------------------- | ---------------------------------------- | ---------------------------------------- | ---------------------------------------- | ---------------------------------------- |
| 1                                        | 9 september 2019                         | Azerbeidzjan – Kroatië                   | 1 – 1                                    | EK 2020 kwalificatie                     |                                          |
| 2                                        | 16 november 2019                         | Kroatië – Slowakije                      | 3 – 1                                    | EK 2020 kwalificatie                     |                                          |
| 3                                        | 19 november 2019                         | Kroatië – Georgië                        | 2 – 1                                    | Vriendschappelijk                        |                                          |
| 4                                        | 11 november 2020                         | Turkije – Kroatië                        | 3 – 3                                    | Vriendschappelijk                        |                                          |
| 5                                        | 17 november 2020                         | Kroatië – Portugal                       | 2 – 3                                    | UEFA Nations League                      |                                          |
| 6                                        | 24 maart 2021                            | Slovenië – Kroatië                       | 1 – 0                                    | WK 2022 kwalificatie                     |                                          |
| 7                                        | 27 maart 2021                            | Kroatië – Cyprus                         | 1 – 0                                    | WK 2022 kwalificatie                     |                                          |
| 8                                        | 30 maart 2021                            | Kroatië – Malta                          | 3 – 0                                    | WK 2022 kwalificatie                     |                                          |
| 9                                        | 6 juni 2021                              | België – Kroatië                         | 1 – 0                                    | Vriendschappelijk                        |                                          |
| 10                                       | 28 juni 2021                             | Kroatië – Spanje                         | 3 – 5 n.v.                               | EK 2020 – Achtste finale                 | Goal                                     |
| 11                                       | 1 september 2021                         | Rusland – Kroatië                        | 0 – 0                                    | WK 2022 kwalificatie                     |                                          |
| 12                                       | 4 september 2021                         | Slowakije – Kroatië                      | 0 – 1                                    | WK 2022 kwalificatie                     |                                          |
| 13                                       | 7 september 2021                         | Kroatië – Slovenië                       | 3 – 0                                    | WK 2022 kwalificatie                     |                                          |
| 14                                       | 11 november 2021                         | Malta – Kroatië                          | 1 – 7                                    | WK 2022 kwalificatie                     |                                          |
| 15                                       | 26 maart 2022                            | Kroatië – Slovenië                       | 1 – 1                                    | Vriendschappelijk                        |                                          |
| 16                                       | 29 maart 2022                            | Kroatië – Bulgarije                      | 2 – 1                                    | Vriendschappelijk                        |                                          |
| 17                                       | 3 juni 2022                              | Kroatië – Oostenrijk                     | 0 – 3                                    | UEFA Nations League 2022/23              |                                          |
| 18                                       | 6 juni 2022                              | Kroatië – Frankrijk                      | 1 – 1                                    | UEFA Nations League 2022/23              |                                          |
| 19                                       | 10 juni 2022                             | Denemarken – Kroatië                     | 0 – 1                                    | UEFA Nations League 2022/23              |                                          |
| 20                                       | 22 september 2022                        | Kroatië – Denemarken                     | 2 – 1                                    | UEFA Nations League 2022/23              |                                          |
| 21                                       | 16 november 2022                         | Saoedi-Arabië – Kroatië                  | 0 – 1                                    | Vriendschappelijk                        |                                          |
| 22                                       | 23 november 2022                         | Marokko – Kroatië                        | 0 – 0                                    | WK 2022 – Groepsfase                     |                                          |
| 23                                       | 27 november 2022                         | Kroatië – Canada                         | 4 – 1                                    | WK 2022 – Groepsfase                     |                                          |
| 24                                       | 5 december 2022                          | Japan – Kroatië                          | 1 – 1 wns.                               | WK 2022 – Achtste finale                 |                                          |
| 25                                       | 9 december 2022                          | Kroatië – Brazilië                       | 1 – 1 wns.                               | WK 2022 – Kwartfinale                    |                                          |
| 26                                       | 13 december 2022                         | Argentinië – Kroatië                     | 3 – 0                                    | WK 2022 – Halve finale                   |                                          |
| 27                                       | 17 december 2022                         | Kroatië – Marokko                        | 2 – 1                                    | WK 2022 – Troostfinale                   | Goal                                     |

## Erelijst
| Competitie           | Aantal | Jaren                  |
| -------------------- | ------ | ---------------------- |
| Ulsan Hyundai FC     |        |                        |
| Beker van Zuid-Korea | 1x     | 2017                   |
| Dinamo Zagreb        |        |                        |
| Landskampioen        | 4x     | 2019, 2020, 2021, 2022 |
| Beker van Kroatië    | 1x     | 2021                   |
| Kroatische Supercup  | 2x     | 2019, 2022             |
| Kroatië              |        |                        |
| Wereldkampioenschap  | Brons  | 2022                   |